# Парки и скверы Орла
Парки и скверы Орла — парки и скверы, расположенные в городе Орле.

Памятный знак

В честь 450-летия

## Мемориальный сквер «Стрелка»

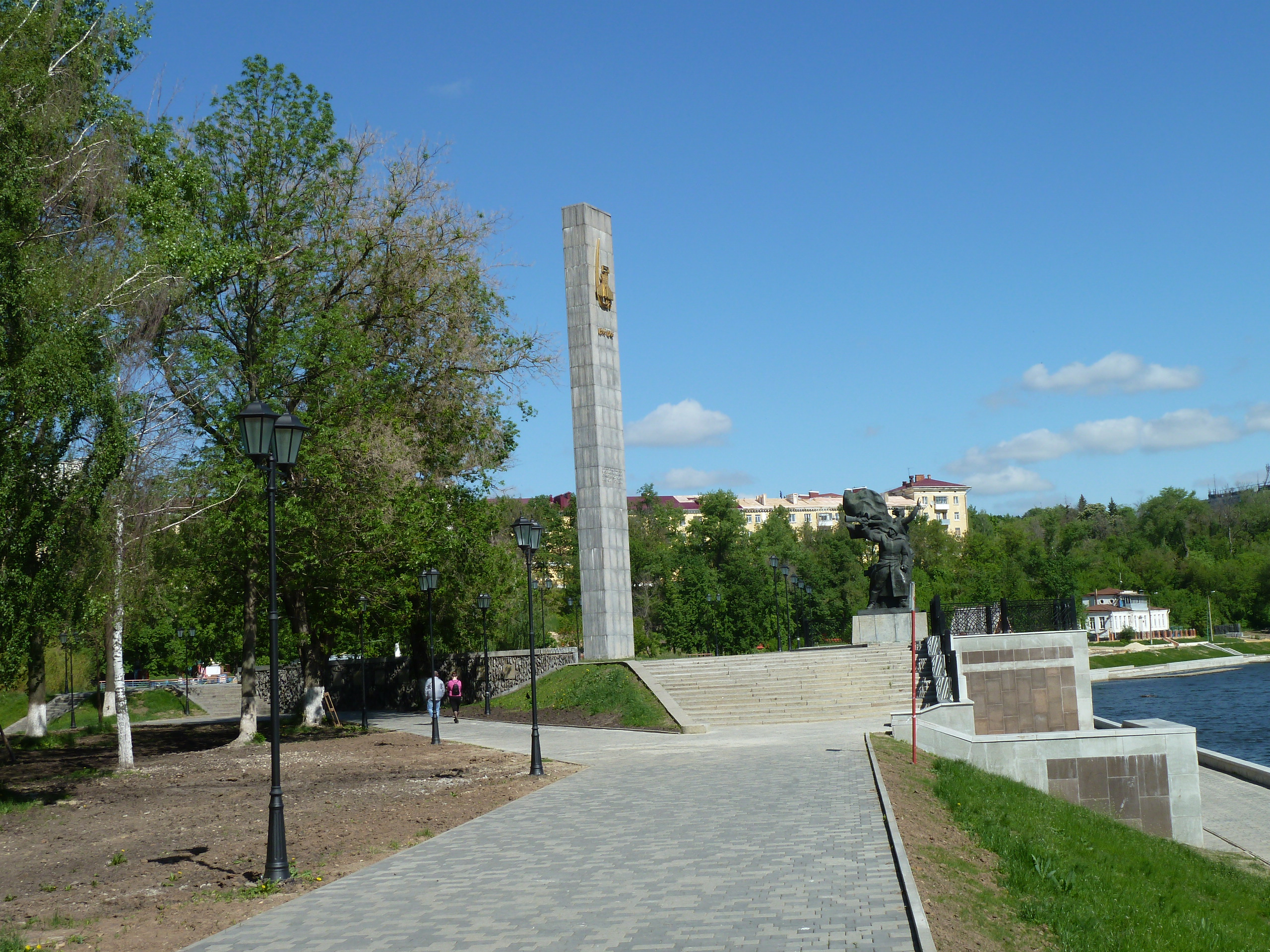
Обелиск и памятник 400-летия основания

Находится на месте создания Орловской крепости.
На мысе — в месте слияния рек Оки и Орлика по указу Ивана Грозного в 1566 году была основана крепость, положившая начало городу Орлу. Город стал центром Орловского уезда. Статус центра провинции получает во времена правления Петра I. Плодородные Орловские земли привлекали сюда дворянские семьи, которые скупали земли и переселяли крестьян из других провинций. Город стал ядром хлебного рынка, обеспечивающий Москву зерном и мукой. На «стрелке» установлен 27 метровый обелиск. Восточная грань увенчана изображением древнего герба Орла в сочетании с советским символом труда. На западной грани вырублена летопись основных исторических событий Орла. У подножия обелиска – надпись «Вскрыть в 2066 году». Рядом — памятник 400-летию основания Орла.

## Городской парк культуры и отдыха
Основная статья:  Парк культуры и отдыха
Парк расположен в центре Советского района, вдоль улицы Горького на левом берегу Оки. При закладке сада в нём было высажено около 15 тысяч деревьев и кустарников. Сад был открыт 1 (13) мая 1823 года. Парк был почти полностью уничтожен в период оккупации 1941—1943 гг. Восстановленный к 1948 году, в 1952 году получил новое название — «Парк культуры и отдыха». Парк сегодня это своеобразный культурным центр города.

## Сквер имени Л. Н. Гуртьева

Памятник Гуртьеву в сквере

В центре Советского района, в квадрате улиц Октябрьской, Пионерской, Салтыкова-Щедрина и Гуртьева на ровном месте среди жилой застройки находится сквер имени Героя Советского Союза генерала Л. Н. Гуртьева — командира дивизии, освободившей Орёл в августе 43-го. Перед входной зоной сквера располагается площадь Каменского. За сквером — библиотека им. Бунина. Площадь составляет 2.8 га. Квадрат сквера красиво вписался в четыре улицы.
Свободную территорию этого квартала называли Соборной площадью, Каменской площадью. В 1815—1835 гг. здесь показывал спектакли театр крепостных актёров графа С. М. Каменского. Это место долго оставалось незастроенным. И лишь в 1843 году здесь по инициативе помещика отставного полковника М. П. Бахтина был устроен комплекс строений кадетского корпуса. На церемонии закладки главного здания 19 августа 1837 года присутствовал будущий император Александр II. В сентябре 1842 года строящиеся корпуса осматривал Николай I. По его велению перед главным корпусом посадили липовые аллеи. Впоследствии площадь называли «Кадетской», «площадью Бахтина». Официального названия у площади, среди улиц и площадей, не было, так как это место было отведено для служебного обслуживания специализированного учебного заведения.
В 1925 году площадь переименовали в площадь III Интернационала, а 6 февраля 1948 года — в сквер Гуртьева. До войны на этом месте проводили военные занятия курсанты Орловского бронетанкового училища им. М. В. Фрунзе, которые жили напротив сквера в четырёхэтажном доме. Дом немцы взорвали в 1943 году. Работы по благоустройству были завершены в 1949 году. Посередине сквера проложена широкая дорожка из каменных плит, она делит его на две равные части. Лицом к главному входу (со стороны улицы Октябрьской) возвышается бронзовый памятник Л. Н. Гуртьеву. Памятник работы скульптора Е. В. Вучетича и архитектора Я. Б. Белопольского был открыт 5 августа 1954 года и установлен на постаменте из красного гранита  у главного входа библиотеки им. Н. К. Крупской (сегодня им. Бунина) на месте, где первоначально находилась могила Гуртьева.  Осенью 1976 года памятник перенесли в сквер Гуртьева. 5 августа 1968 года в честь 25-летия освобождения города Орла участниками Великой Отечественной войны была заложена липовая аллея по обеим сторонам центральной дорожки. Каждое дерево имеет фамилию, имя, отчество и воинское звание того, кто его посадил. На территории сквера произрастают: липа (некоторым около 170 лет), ель обыкновенная и ель колючая, ель канадская и серебристая, рябина обыкновенная, дёрен белый и красный, жимолость, сирень. По скверу приятно прогуляться и летом, и зимой, и унылой осенней порой.

## Сквер библиотеки имени И. А. Бунина

Бюст Бунина

Живописный сквер с тенистыми аллеями из лип, клёнов, ясеней со всех сторон окружает здание областной библиотеки имени Бунина (бывшую имени Н. К. Крупской). Место сегодняшней библиотеки было отведено под Петропавловский собор, открытый в конце XIX века. Тогда же озеленили и окружающую территорию. После революции со стороны улицы М. Горького (бывшая Садовая) было создано «Братское революционное кладбище», на котором хоронили людей отдавших свои жизни для установлении Советской власти на Орловщине. Здесь были захоронены: 19 бойцов интернационального батальона, павшие в схватке с кулаками под Ливнами, командир Коммунистического полка М. Г. Медведев, пролетарский поэт И. И. Селихов, генерал Л. Н. Гуртьев, подполковник С. К. Резниченко, красноармеец Т. Н. Юнникова и другие. 4-го августа 1954 года всех перезахоронили на Троицком кладбище. На месте захоронений был установлен бронзовый памятник Гуртьеву, перенесённый в 1976 году в сквер имени Л. Н. Гуртьева.  В 1992 году перед зданием библиотеки открыт бюст И. А. Бунина (скульптор О. А. Уваров). В сквере сохранились деревья, посаженные ещё в 1843 году.

## Мемориальный парк Писателей — Орловцев

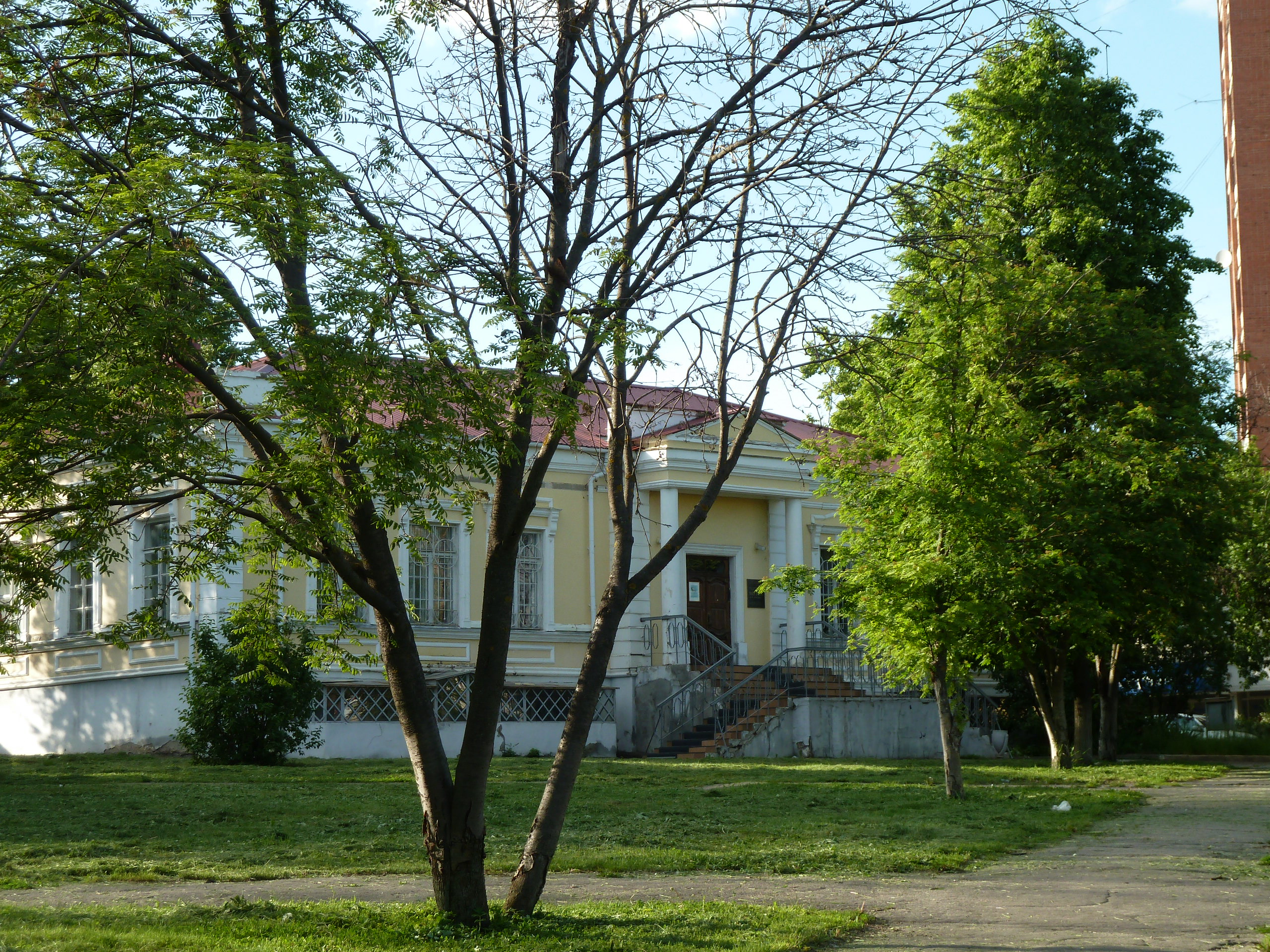
Музей Писателей-Орловцев

Мемориальный парк писателей — это музейный комплекс, который занимает целый квартал и находится между улицами: Тургенева, 7 Ноября, Максима Горького и Георгиевским переулком. На территории расположены: здания музеев И. С. Тургенева, И. А. Бунина, писателей-орловцев, дом-музей Т. Н. Грановского, здание Орловского отделения общества Красного Креста.

## Ландшафтный парк «Дворянское гнездо»
Основная статья: Парк Дворянское гнездо
Литературно-культурный заповедник города, находится на левом берегу реки Орлик. Обустроен и открыт для посещений и отдыха в мае 1903 года. Г. М. Пясецкий в XIX веке указывал в своих трудах по истории города, что «прежде на этом месте был лес, который опоясывал берега Орлика и подступал к самому городу». В народе это место называют просто «Дворянкой».

## Лесопарк Победы
Лесопарк раскинулся в заповедной зоне между стадионом имени Ленина и левым берегом реки Орлик, а с двух других сторон ограничен оврагами, имея в плане чёткую геометрическую форму. Открыт был к 30-летию Победы. Площадь парка 35 га. В центральной части дорожки сходятся, образуя круглую площадку с обелиском в честь победы в Великой Отечественной войне. Насаждения представлены более чем 30 видами деревьев и кустарников. На территории парка проводятся общегородские массовые спортивные соревнования по лёгкой атлетике, спортивному ориентированию.

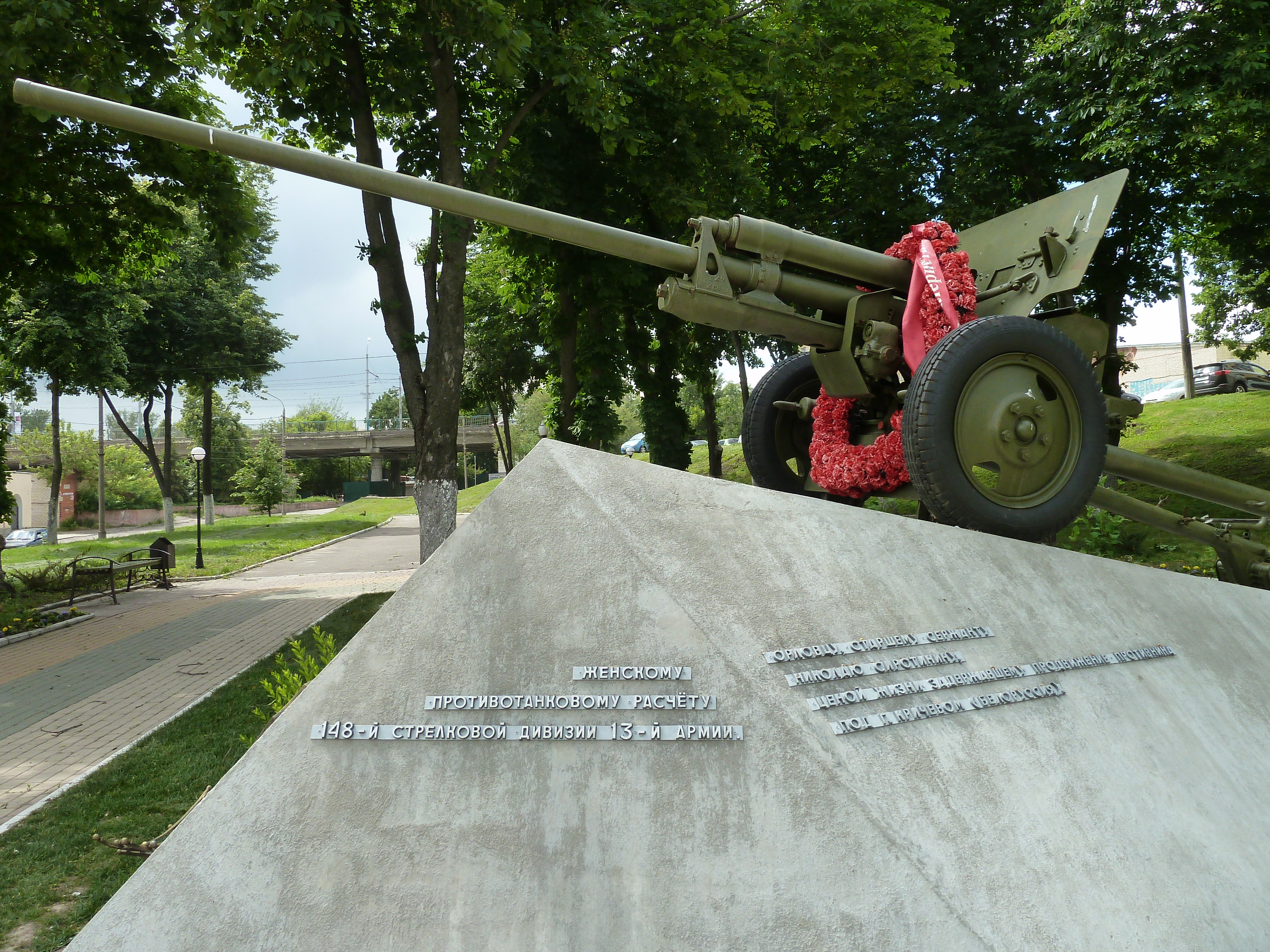
Центральное место в сквере

## Сквер Артиллеристов
Сквер находится в районе Александровского моста и типографии «Труд».
Он увековечил память о подвиге артиллеристов в годы Великой Отечественной войны. Официальное открытие состоялось 31 июля 2015 года.

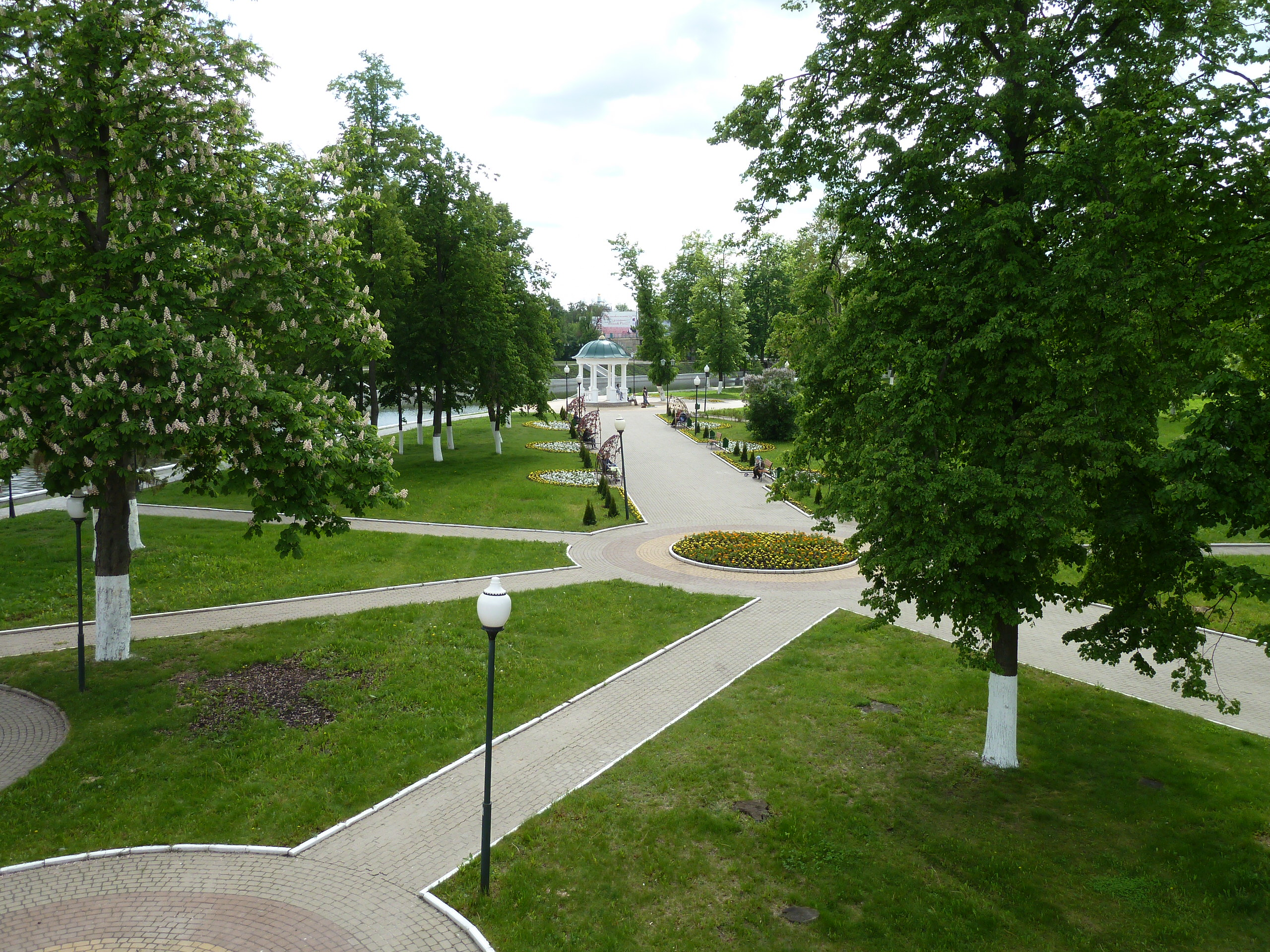
«Буревестник»

## Сквер «Буревестник»
Находится на левом берегу реки Орлик рядом со сквером Артиллеристов.
Обустроили и открыли сквер к 400-летию основания города.

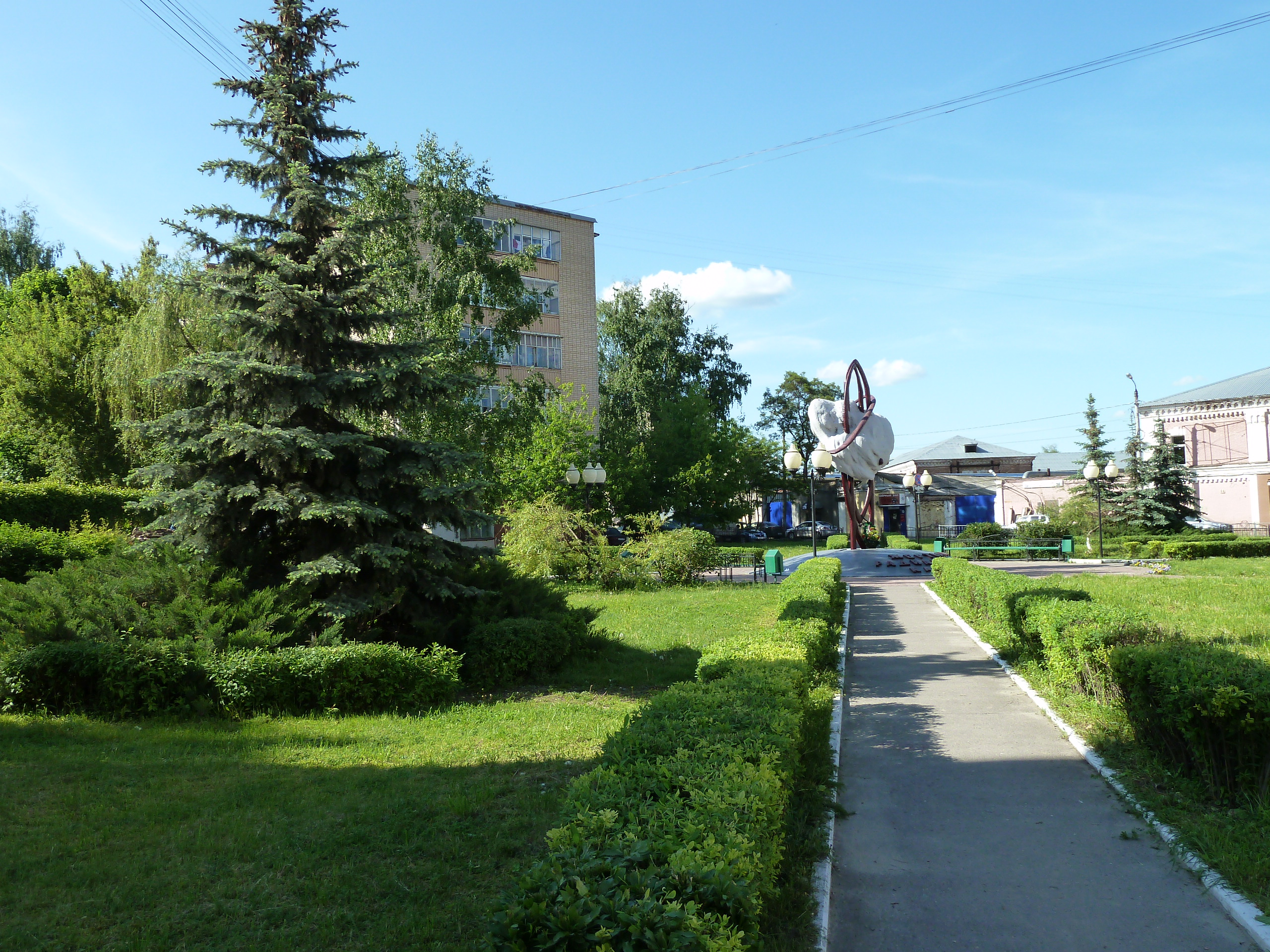
Монумент чернобыльцам

## Сквер Героев-чернобыльцев
Находится на пересечении улиц Октябрьской и Красноармейской.
26 апреля 2006 года к 20-летию Чернобыльской трагедии в небольшом скверике был открыт памятник чернобыльцам. Монумент изготовлен по проекту орловского скульптора Валерия Михеева.

### Ссылки

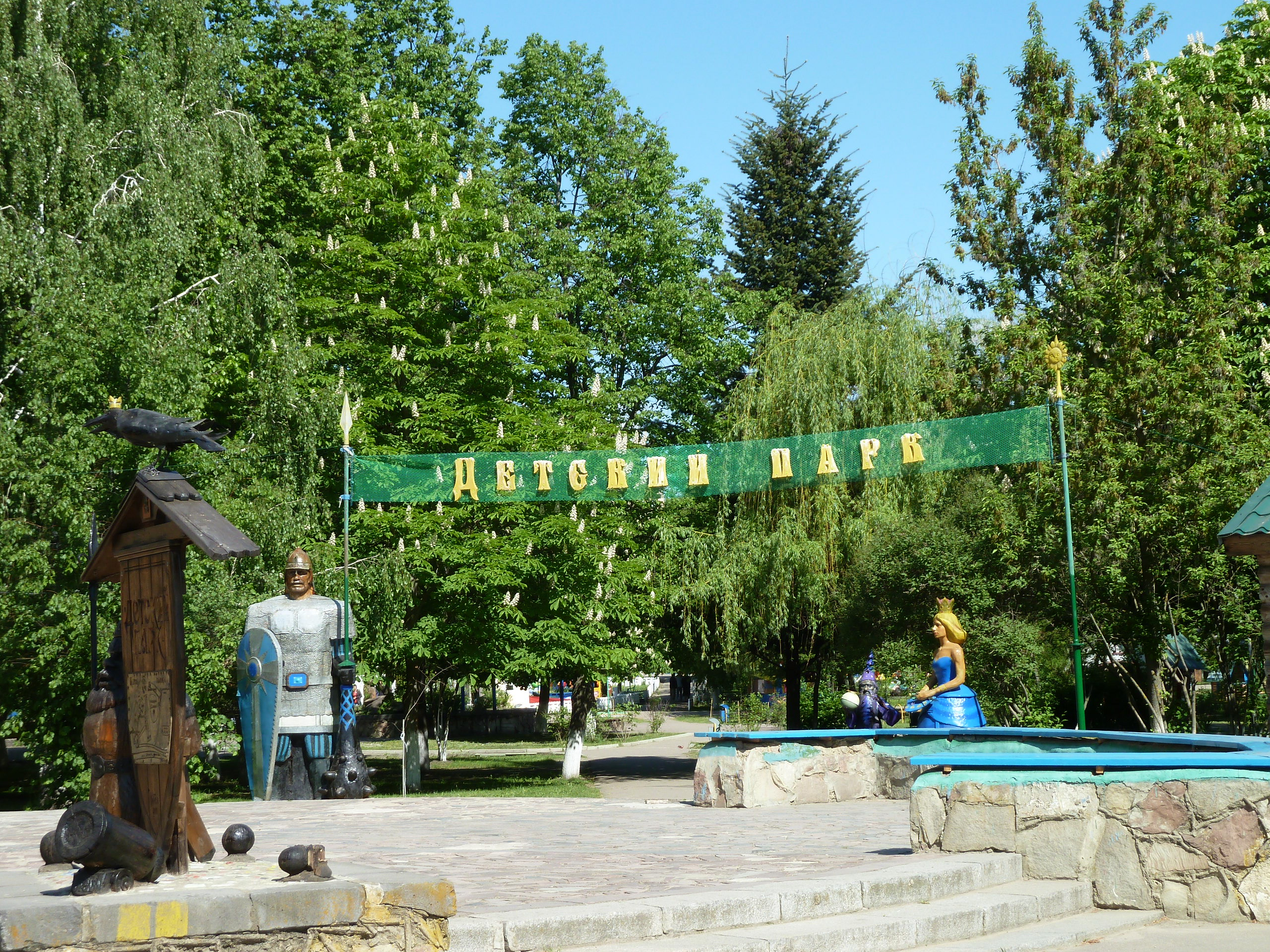
У центрального входа

## Детский парк
Первоначально Детский парк располагался на территории Мемориального сквера «Стрелка». Сразу после войны горсоветом и горкомом партии было принято решение на этом месте заложить Детский парк культуры и отдыха. Трест «Зеленстрой» произвёл планировку и посадку деревьев и кустарников. Парк обнесли со всех сторон «живой изгородью» из жёлтой акации. По берегу Орлика посадили линию тополей. Высадили липы, берёзы, дубы, ясени, сирень, чубушник, жимолость. Посередине парка в длинном деревянном здании занимались дети. Был «живой уголок». В 1965 году Детскому парку отвели новое место на левом берегу Орлика.
Детский парк сегодня это одно из любимых мест детей и взрослых. Среди зелёных насаждений скрываются многочисленные детские аттракционы, различные резные деревянные фигуры сказочных героев. Вдоль берега располагается большой «живой уголок». На торговых лотках можно купить сладости и напитки.

## Бульвар Трубникова

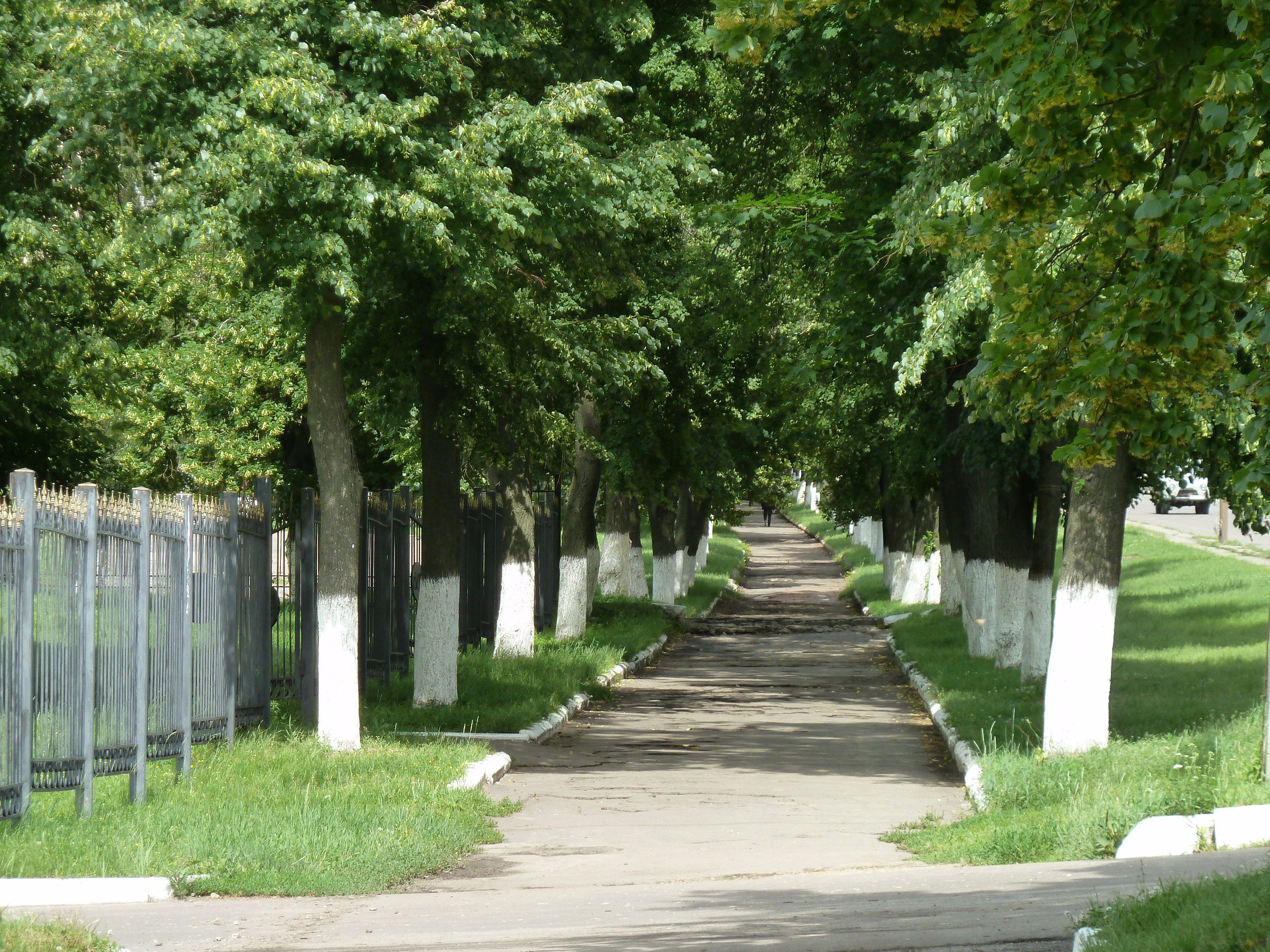
Бульвар Трубникова

Почти забытый бульвар. Заложили в начале XX века. Его называли «Новым городским бульваром». Первые деревья — клёны и пирамидальные тополя были посажены Орловским губернатором А. Н. Трубниковым. Вход на бульвар украшала деревянная арка с надписью «Трубников бульваръ». Сегодняшний бульвар это две небольшие аллеи, начинающиеся от завода им. Медведева, посередине переходящие в одну, и заканчивающиеся у проходной завода «Текмаш».

## Сквер Танкистов
Основная статья: Сквер Танкистов
Расположен на площади Мира. До революции здесь находилась торговая Ильинская площадь — в просторечии «Ильинка». Во время проведения апрельского субботника в 1920 году торговые ряды с площади убрали и заложили новый сквер, который назвали Первомайским. В августе 1943 года в сквере была устроена братская могила танкистов, погибших при освобождении города и это место переименовано в сквер Танкистов.

Памятник Н. Н. Поликарпову в середине сквера

## Сквер Поликарпова
Находится у Московской улицы рядом с кинотеатром «Родина». В центре — памятник авиаконструктору Герою Социалистического труда Н. Н. Поликарпову, открытый 30 апреля 1958 года.

## Сквер имени академика Фомина

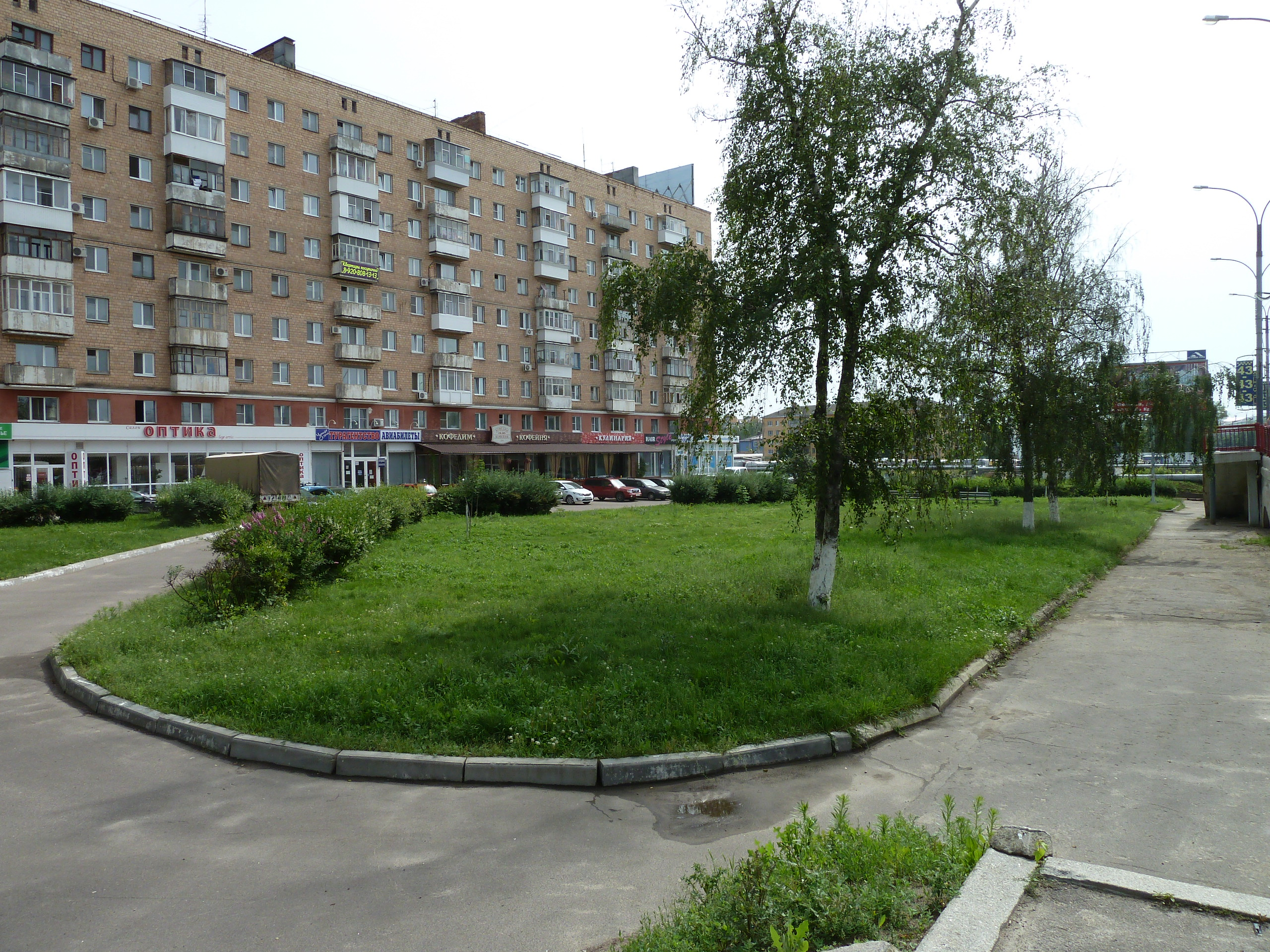
Сквер Фомина

Назван в честь академика архитектора И. А. Фомина. Располагается перед зданием Трансагентства (ул. Фомина, 2). Начинается от угла улицы Фомина (бывшей 5-й Курской) и заканчивается на берегу Оки. Создан в 1956 году. По всем сторонам посажены каштаны и канадские ели, посередине устроена большая цветочная клумба, каждое лето радующая жителей яркими цветами. Раньше на месте сквера находились каменные дома с магазинами и аптекой, здания двух женских гимназий. Здание одной гимназии было взорвано немцами в 1943 году, остальные снесены при реконструкции Орла. Ныне сквер расширил свои границы. Территория между Красным мостом, 14-ти этажным домом и ЦУМом после благоустройства была включена в состав сквера. На этом месте стояла Преображенская (Пятницкая) церковь, взорванная в 1965 году. В августе 2011 года в память о храме была установлена топиарная фигура церкви.

## Сквер Коммунальников

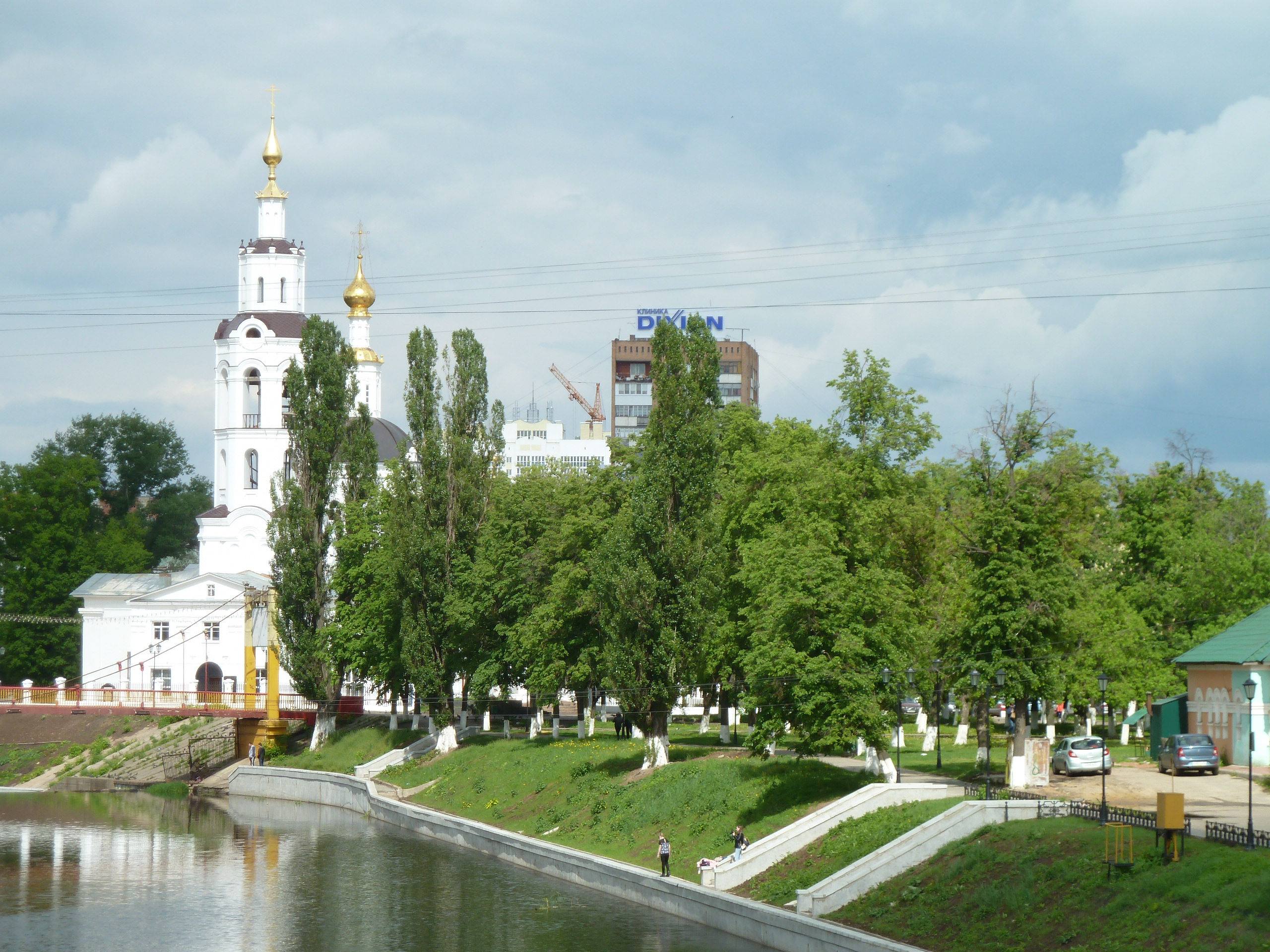
Вид с левого берега Орлика на сквер Коммунальников

Расположен на правом берегу реки Орлик, между зданиями Торговых рядов и набережной. Начинается от улицы имени Гагарина и заканчивается перед небольшой Богоявленской площадью, на которой находится памятник архитектуры середины XVII века — бывшая Богоявленская церковь, перестроенная в первой половине XX века.
Создавался сквер в 1946 году на месте, где с 1860 года находился Орловский молочный базар (в просторечии «молочка»). Высаживались пирамидальные тополя, берёза, рябина, туя, сирень. Прижились серебристый лох и ясень. Живописное расположение сквера рядом с архитектурными ансамблями на берегу реки привлекает студентов художественного училища для воплощения своих творческих идей.

Памятный знак в сквере 5-й Орловской стрелковой дивизии

## Сквер 5-й Орловской стрелковой дивизии
Сквер расположен вдоль улицы 5-го Августа между 2-й и 3-й Курскими улицами. В 2003 году после благоустройства и установления памятного знака в честь 5-й Орловской стрелковой дивизии, освобождавшей Орловщину от немецко-фашистских оккупантов, сквер получил своё нынешнее название.

## Сквер Маяковского

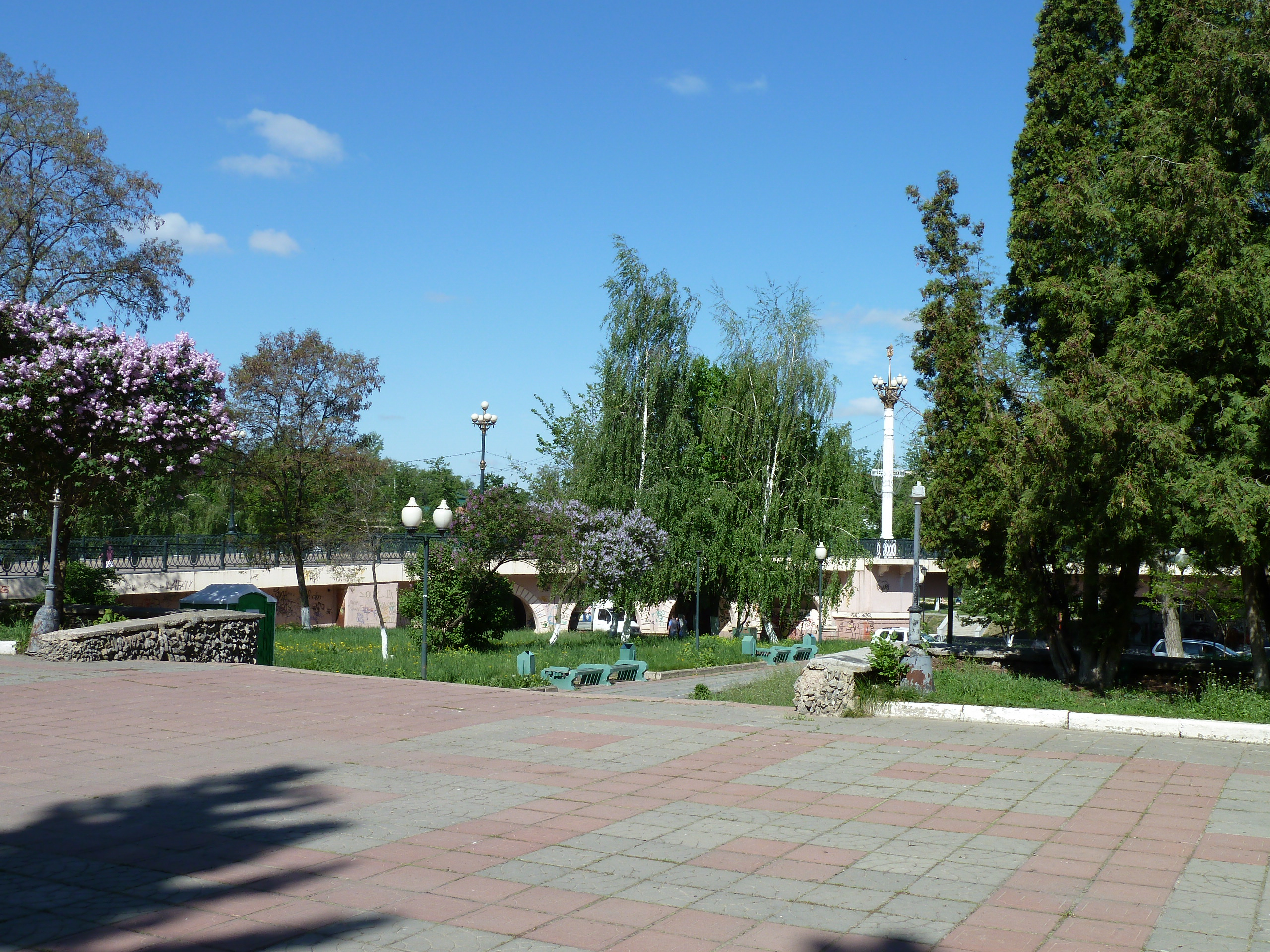
Весна в сквере Маяковского

Расположен между Александровским мостом, зданиями Центрального банка и театра «Свободное пространство».
Ещё в начале XVIII века по этому месту проходила крепостная стена с башнями Орловской крепости. После того, как отпала надобность в крепостной стене, её разобрали и здесь расположились купеческие деревянные Красные ряды напротив здания городской думы (сегодня театр «Свободное пространство» бывший ТЮЗ). В 1872 году рядом открыли Коммерческий банк, в здании которого в настоящее время расположился Центральный государственный банк. На самом углу (угол бывшей улицы Болховской и Гостиной) в старинном двухэтажном здании размещался клуб Красной армии, которое в 1943 году немцы взорвали. После войны по проекту и при непосредственном участии «Зеленстроя» заложили сквер имени поэта Маяковского. Высадили ели, берёзы, жимолость, сирень, боярышник, построили фонтан. Площадку и внешний бордюр устлали каменными плитами. Открытие состоялось в 1957 году. Сквер красиво вписался в историческую часть города рядом со зданиями XVIII века.

## Сквер имени А. П. Ермолова

Сквер Ермолова

Сквер находится в историческом центре города между улицами Карачевская ( в советское время им. Сакко и Ванцетти), Комсомольская, Первая посадская и Воскресенским переулком (в советское время им. Володарского). Напротив расположен кинотеатр «Октябрь», с другой стороны корпус исторического факультета ОГУ. Сквер разбит в 2002 году на месте большого пустыря, на котором первоначально предполагалось построить Дворец приборостроителей. Раньше здесь была жилая застройка. В центре 4 июня 2002 года установили памятный камень в честь 225-летия со дня рождения земляка генерала А. П. Ермолова. 27 июля 2012 года на месте памятного камня был установлен памятник генералу высотой 9.5 метров (вместе с постаментом).

## Разградский парк
Располагается на левом берегу Оки между мостами: Дружбы народов и железнодорожным. Название получил от болгарского города-побратима Орла — Разграда. В просторечии больше известен как Козий парк. До 60-х годов XX века на этом месте ещё был большой частный сектор и местные жители здесь пасли коз. На берегу парка имеется небольшой пляж.

## Сквер у музыкальной школы им. В. С. Калинникова

Сквер Калинникова

Находится на небольшом «пятачке» в оживлённом месте между улицами: 1-й Посадской, 2-й Посадской и Комсомольской. В 2009 году после реконструкции заменили тротуарную плитку, вокруг установили металлическое декоративное ограждение и в центре — бюст композитора — уроженца Орловской губернии В. С. Калинникова.

## Комсомольский сквер

Памятник комсомольцам

Самая оживлённая и шумная улица города — Комсомольская, делит сквер на две равные части, который занимает площадь около 4 гектаров. Сквер начал создаваться в 30-е годы XX столетия. Но деревья приживались плохо. Во время войны последние деревья вырубили немцы. Сквер был возрождён в 50-е годы с участием архитекторов В. В. Овчинникова и Б. В. Антипова под руководством доцента кафедры ботаники, декана Орловского пединститута П. А. Орлова. Посадили ясени, берёзы, тополя, липы. Со всех сторон обнесли сквер живой изгородью из кустарников. На одной стороне сквера высится главный корпус Орловского ордена «Знак Почёта» государственного университета (бывшего пединститута). На другой стороне — в 1972 году на низком пьедестале установлена бронзовая скульптурная группа молодых воинов со знаменем — памятник комсомольцам Орловщины, погибшим в годы Великой Отечественной войны.
Историк-краевед Г. М. Пясецкий описывал как выглядело это место в XIX веке: здесь находилось болото, поросшее тростником и камышом и охотники приходили стрелять уток. С учреждением губернии на этом месте открыли торговую Кромскую площадь. Постепенно площадь обрастала лавками, постоялыми дворами, трактирами. Торговали канатами, верёвками, кожей, лошадиной сбруей, санями, телегами, колёсами. Продавали лошадей, коров, овец, домашнюю птицу, сено. Эту часть площади называли «Сенной». Сохранился дом («Дом крестьянина»), построенный купцом Чикиным из красного кирпича, в котором сейчас после реставрации находится Орловский военно-исторический музей, созданный на базе музея-диорамы «Орловская наступательная операция». С 1924 года площадь носила имя Карла Либкнехта, а с 1959-го — Комсомольская.

## Сквер Ветеранов

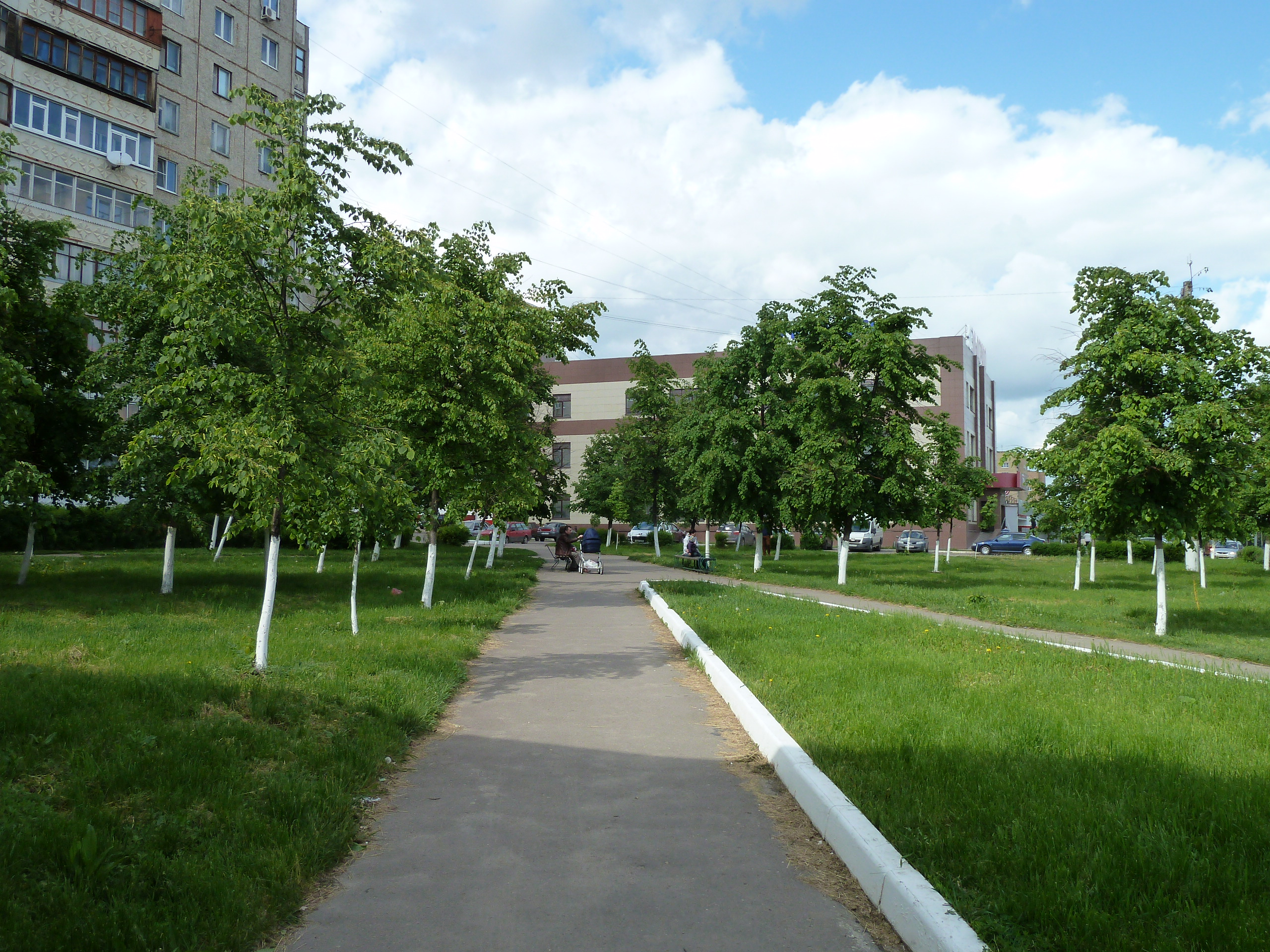
Зелёный уголок около «Уюта»

Находится в Заводском районе города, рядом с трамвайной остановкой «Магазин Уют».
По инициативе администрации Заводского района и поддержке жителей близлежащих домов, к 60-летию Победы над фашистской Германией на месте пустующей площадки, было решено разбить сквер в честь ветеранов Великой Отечественной войны. Осенью 2004 года на этом месте высадили пятьдесят лип. Сквер был открыт в 2005 году ко дню Победы.

## Парк «Ботаника»

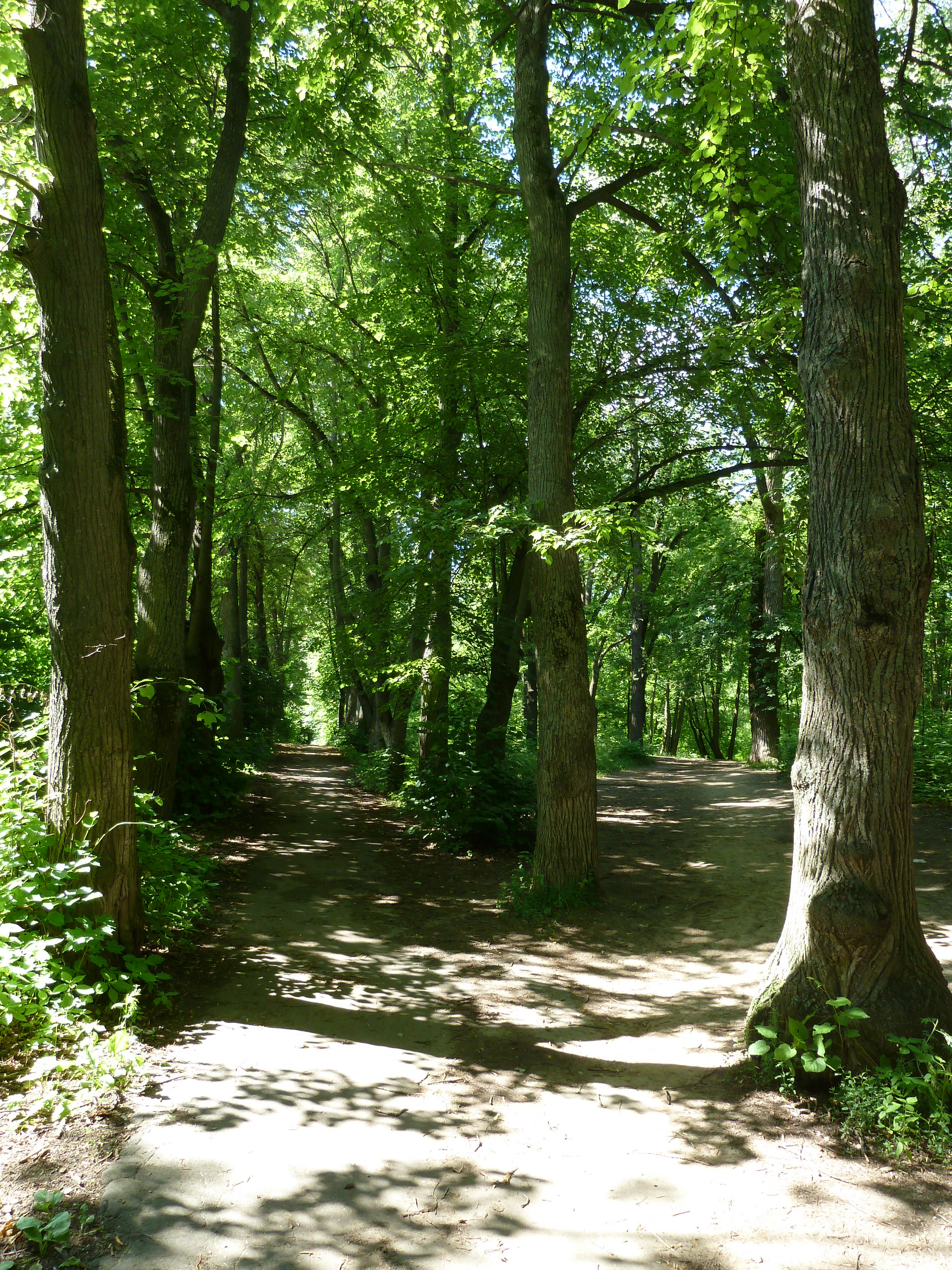
Аллея «долгожителей»

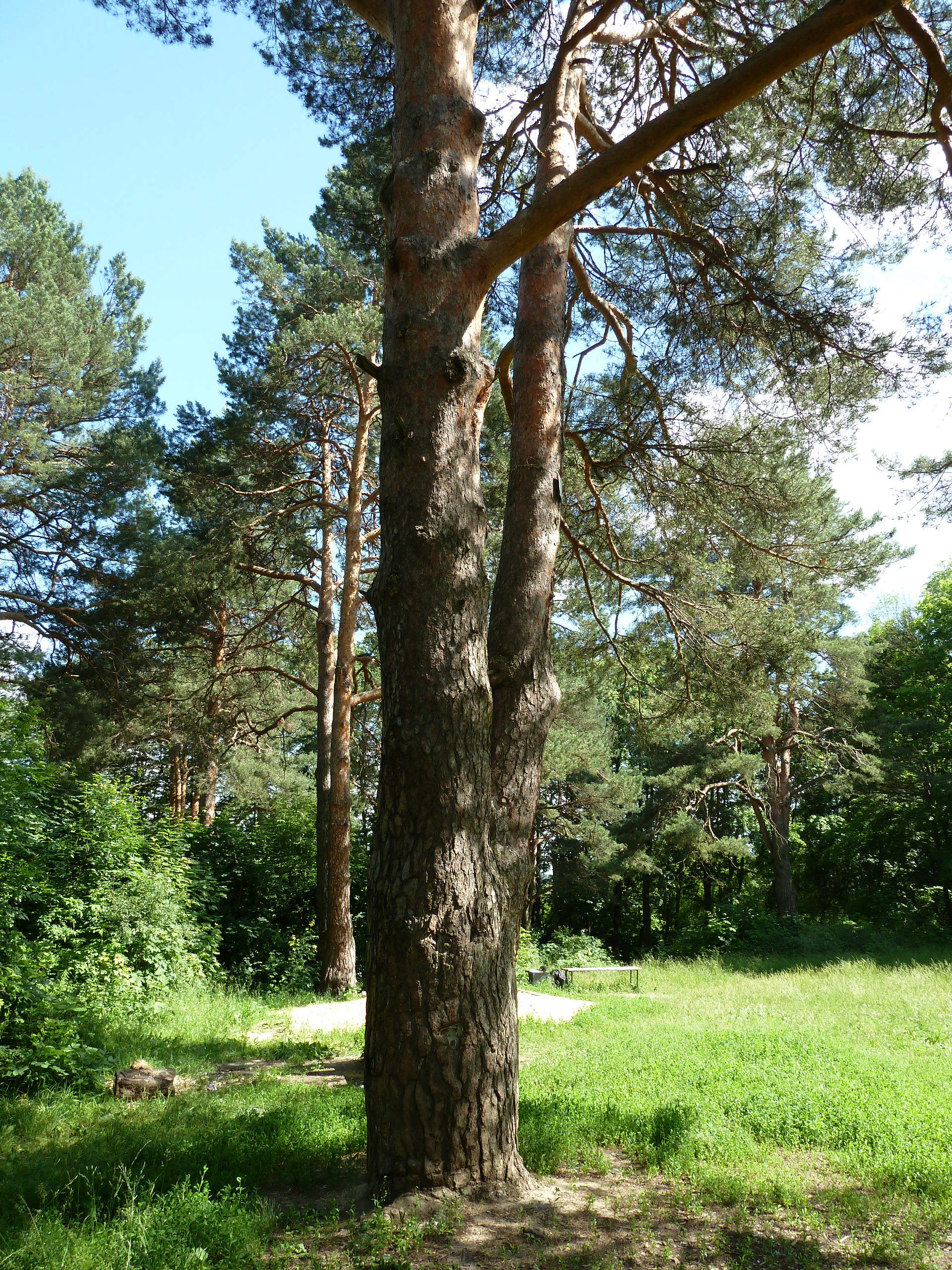
Сосны веймутова

Расположен в юго-западной части города, между рекой Окой и железной дорогой Орёл — Брянск, недалеко от центральной улицы Комсомольской.
Название парка происходит от Ботанического сада, который разбили на территории  древесного питомника. После решения правительства 1842 года о приведении в систему садовых учреждений предлагалось в Орловской губернии для развития садоводства основать древесный питомник. Земля, отведённая под питомник, принадлежала однодворцам Черкасской слободы. Историк, краевед И. Г. Пясецкий писал:  «Место, где находится Ботанический сад, носило название Лутова хутора, где одиноко со своей женой жил Лутов». Хутор был куплен государством, а часть староверами-беглопоповцами и здесь было открыто старообрядческое кладбище, называвшееся «Лутовым» кладбищем. В 1841 году на кладбище построили деревянную Николаевскую церковь, просуществовавшую до 1930 года. В 1845 году рядом был создан «Орловский казённый древесный питомник», который просуществовал под этим названием до 1917 года. Питомник выращивал и размножал плодовые и декоративные деревья, кустарники для садов Орловской и других губерний России. В 1847 году на территории питомника открыли трёхгодичную практическую школу садоводов. С 1880 года здесь действовали курсы плодоводства для жителей. В 1890 году открыта метеорологическая станция. От Кромской дороги ( сегодня улица Комсомольская) к парку вела широкая аллея (ныне переулок Дарвина) из итальянских тополей. Железной дороги тогда ещё не было. В Ботаническом саду росли: канадские ели, берёзы, плакучие ивы, сосны, туи, пихты, сосны веймутова с красноватой корой, серебристый лох, калина, бересклет, бузина, чубушник, сирень многих видов, спирея, черёмуха, дикий виноград, хмель и др. Всё это называли Ботаническим садом, а потом просто «Ботаника».
При Советской власти в 1922 году на базе питомника был создан помологический рассадник, а в 1933 году — пункт НИИ садоводства. В 1947 году пункт преобразовали в Орловскую плодово-ягодную станцию им. И. В. Мичурина, которой в 1955 году за городом по дороге на Болхов выделили новый земельный участок. Там же расположилась центральная усадьба. На прежнем месте осталось отделение станции «Ботаника». В настоящее время от бывшего сада сохранились только некоторые вековые деревья — липы, дубы, лиственницы, сосны веймутова. А от прежних построек не осталось «ни следа». Восточнее отделения «Ботаника» примыкает земельный массив древесных и кустарниковых насаждений. В XIX — начале XX века здесь размещались лагеря кадетского корпуса Бахтина. В 1922—1941 гг. в этом месте находился комсостав частей 6-й Орловской дивизии. Здесь стояли домики, в которых жили офицеры (их называли офицерскими дачами), солдаты размещались напротив на берегу Оки, а в 1950 году открыли профсоюзный дом отдыха «Ботаника». Здесь произрастали: клён остролистный, ясень обыкновенный, липа мелколистная, каштан конский, берёзы, тополя, рябины, а так же на некоторых участках можно встретить группу неполноценных деревьев, образовавшихся из отросших побегов от пней старого леса. Особую ценность парка составляют дубы, растущие в центре. Их возраст около 170 лет. 
Ещё в 70-е  годы в парке была сцена. На ней ставили спектакли, проходили концерты, показывали кинофильмы, размещались аттракционы заезжих «Луна-парков». Недалеко была танцплощадка. В настоящее время с восточной стороны примыкает к парку новый спальный микрорайон — жилмассив «Новая Ботаника». А парк и сейчас — любимое место для отдыха и прогулок (особенно молодых мам с детишками), и для любителей насладиться тишиной и великолепием почти двухвековых реликтов, и вкусом кристально-чистого воздуха.

## Сквер Героев — десантников

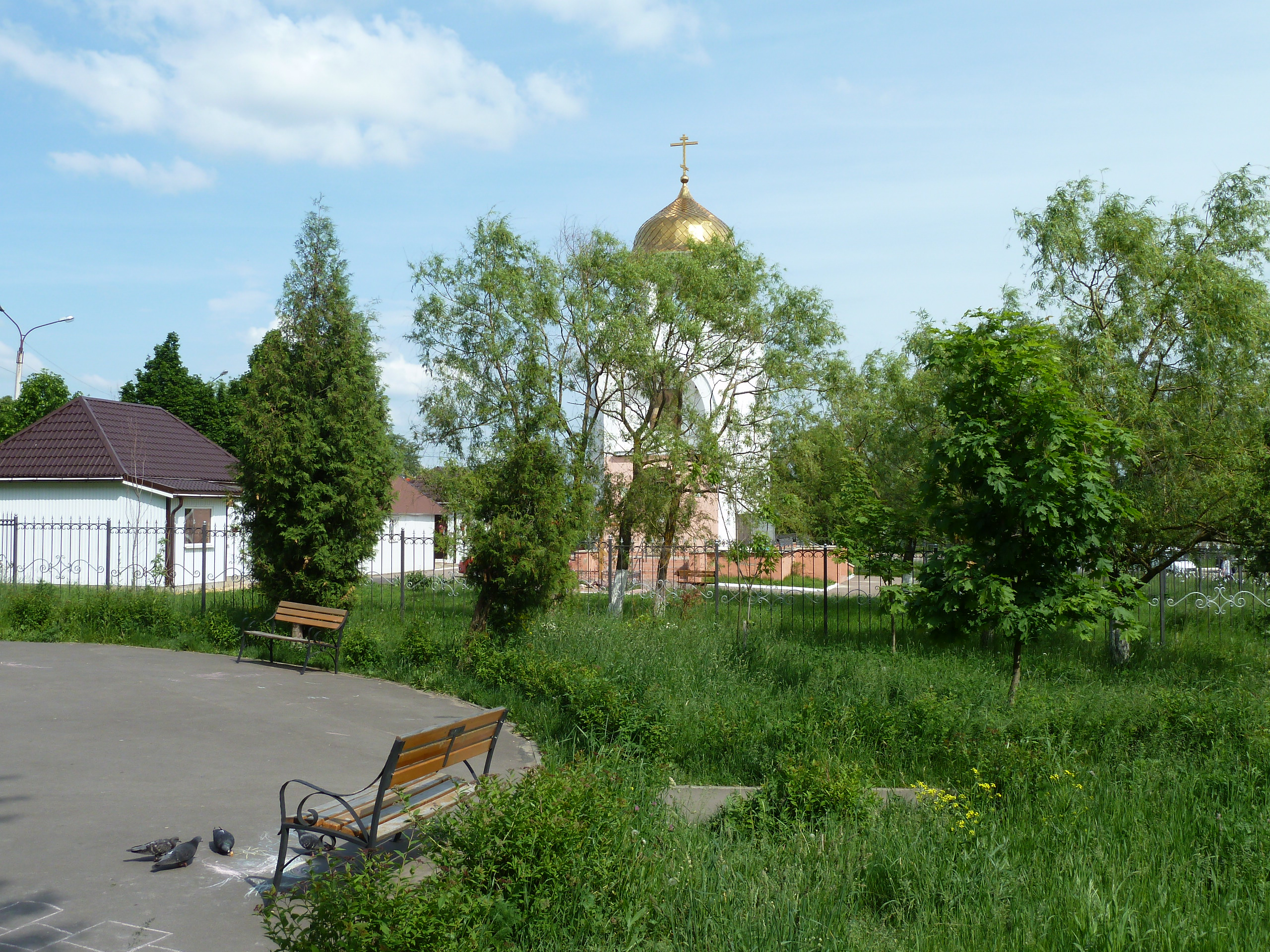
Часовня святого благоверного князя Александра Невского

Расположен у пересечения улиц Машкарина и Саханской (909-й квартал). На территории сквера находится часовня Александра Невского, построенная в 2009 году в честь десантников, погибших 3 октября 1941 года. Тогда под огнём противника на аэродроме высадился батальон 201-й воздушно-десантной бригады 5-го воздушно-десантного корпуса полковника И. С. Безуглого и принял неравный бой с превосходящими силами противника. В это время танковая армия Гудериана уже вошла в Орёл. Все десантники — защитники города погибли.

## Литературный сквер у ТМК «Гринн»
Небольшой сквер, посвящённый орловским писателям, был открыт 23 июня 2011 года на территории Гринн-центра. В скверике рядом с фонтаном установлены фигуры Л. Н. Андреева, И. А. Бунина, Н. С. Лескова, И. С. Тургенева, А. А. Фета.

Л. Н. Андреев
И. А. Бунин
Н. С. Лесков
И. С. Тургенев
А. А. Фет